# 勤労人民党
勤労人民党（きんろうじんみんとう）は、米軍政期の南朝鮮における中道左派政党である。略称は勤民党（きんみんとう）

## ｢人民共和国｣の否定と朝鮮人民党の結成
1945年8月15日の解放直後に結成された呂運亨を中心として結成された左翼勢力主体の朝鮮建国準備委員会(建準)は、米軍がソウルに進駐する直前の9月6日に｢朝鮮人民共和国｣の樹立を宣言した。しかし、10月10日に米軍政庁長官が｢人民共和国｣の正統性を否定する声明を発表、人民共和国の主席に推されていた李承晩も中央人民委員会への就任を拒否した。そのため、呂運亨を中心とする建国同盟(建準の後身的組織)は、高麗国民同盟や人民同志会などの諸団体を吸収して、1945年11月12日に｢朝鮮人民党｣（韓国語：조선인민당）を結成し、委員長(党首)に呂運亨、副委員長に張建相、政務局長に李如星が就任した。
同党発足時の声明文で｢・・・韓国民主党が資産階級を代表する階級政党であり朝鮮共産党が無産階級を代表する階級政党であるのに対して、我が人民党は、反動分子を除いた労働者、農民、小市民、資本家ないしは地主までを包括する全人民を代表する大衆政党である・・・｣とし、当時の南朝鮮政界にあって、中道左派の立場を採り、左右合作運動に積極的に参加した。

## 人民党の分裂と勤労人民党結成
しかし、1946年5月に第一次米ソ共同委員会が臨時政府組織の参加を巡って、決裂すると、人民党内部の非呂運亨派が朝鮮共産党や朝鮮新民党内の合同推進派と合同して11月に南朝鮮労働党を結成したことで、人民党は分裂した。そのため、呂運亨は新民党や共産党内の合同反対派と共に新たに「社会労働党」（사회노동당）を結成したが、激しい政争に巻き込まれて政党としての機能を喪失したため、1947年2月に解党し、5月24日に改めて呂運亨支持派を結集して｢勤労人民党｣（勤民党）が結成された。勤民党は、南朝鮮労働党との協力関係を維持しつつ活動したが、旧人民党系と旧社会労働党系の激しい党内抗争に見舞われた。そして、呂運亨が1947年7月19日に、韓智根の狙撃を受けて死亡したことで、勤民党は弱体化し、瓦解した。

## 参考資料
- 尹景徹『分断後の韓国政治 : 一九四五〜一九八六年』木鐸社、1986年11月30日。NDLJP:12173192。
- 金容権編著『朝鮮韓国近現代史事典　第2版 1860－2005』日本評論社